# Slidre kommun
Slidre kommun (norska: Slidre kommune) var en kommun i Oppland fylke i Norge. Kommunen hade en omfattning motsvarande de båda nuvarande kommunerna Vestre Slidre och Øystre Slidre. Tätorten Slidre utgjorde kommunens centralort.

## Administrativ historik
Slidre kommun upprättades den 1 januari 1838 (som Slidre formannskapsdistrikt) när Formannskapslovene från 1837 trädde i kraft.
1849 delades kommunen i två och de båda kommunerna Vestre Slidre respektive Øystre Slidre bildades. Den gamla kommunen hade vid delningen totalt 5 536 invånare.